# True crime

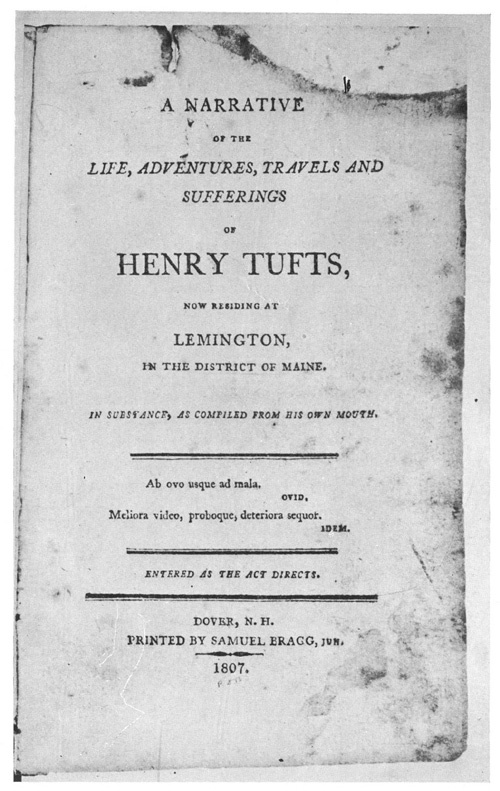
Титульна сторінка першої автобіографії злочинця, Генрі Тафтс

True crime (дослівно справжній злочин) — жанр нехудожньої літератури, подкастів і фільмів, в якому автор досліджує злочин і докладно описує дії людей, пов'язаних із злочинними подіями та постраждалих від них. Злочини найчастіше включають вбивство, велика частина яких стосується серійних убивць. Злочинність може бути показана у багатьох формах, таких як книги, фільми, подкасти та телешоу. Багато творів у цьому жанрі розповідають про резонансні, сенсаційні злочини, такі як вбивство Шерон Тейт, справу Бейліса та загибель тургрупи Дятлова, тоді як інші присвячені більш містичним й загадковим подіям.

## Історія
У XVI—XVII століттях у Британії було опубліковано сотні памфлетів, буклетів та іншої бульварної літератури про вбивства й інші злочини, оскільки зростала грамотність і набули широкого поширення нові дешеві методи друку. Вони відрізнялися за стилем: одні були сенсаційними, а інші мали морально-повчальну мету. Такі брошури залишалися в обігу й в XIX столітті в Британії та Сполучених Штатах, навіть після того, як у penny press отримала популярність кримінальна журналістика.
У 1807 році Генрі Тафтс опублікував «Оповідання про життя, пригоди, подорожі та страждання Генрі Тафтса» (англ. A Narrative of the Life, Adventures, Travels and Sufferings of Henry Tufts), що, ймовірно, є першою великою біографією американського злочинця. Томас де Квінсі опублікував есе «Про вбивство, яке розглядається як одне з образотворчих мистецтв» у журналі Blackwood's Magazine у 1827 році, яке зосереджувалося не на вбивстві чи вбивці, а на тому, як суспільство дивиться на злочин загалом. Починаючи з 1889 року, шотландський юрист Вільям Роуґгед протягом шести десятиліть писав і публікував есе про видатні британські судові процеси щодо вбивств, на яких він був присутній, і багато з цих есе зібрано в книзі «Класичні злочини» (англ. Classic Crimes) 2000 року. Багато хто вважає Роуґгеда «засновником сучасного true crime». Нехудожній роман Трумена Капоте «Холоднокровне вбивство» (англ. In Cold Blood; 1965) зазвичай вважають започаткуванням сучасного романістичного стилю цього жанру й початком комерційної успішності жанру загалом.

## Подкасти
Подкасти в тематиці true crime — один з нових жанрів. Подкаст Serial 2014 року побив рекорди подкастингу, досягнувши 5 мільйонів завантажень на iTunes швидше, ніж будь-який попередній подкаст. Нині подкасти поширені на більше сайтів, таких як Spotify, Apple Music, YouTube тощо. Категорія True crime в Apple Podcasts вперше з'явилася у середині 2019 року.
Найпопулярніші подкасти у жанрі True crime на Apple Podcasts серед користувачів з України (станом на 30 травня 2023 року)
| #  | Назва                                                         | Подкаст-студія або автор    | Мова подкасту | Короткий опис |
| -- | ------------------------------------------------------------- | --------------------------- | ------------- | --- |
| 1  | Дівчина у подкасті                                            | Yaroslava                   | українська    | Подкаст від фанатки кримінальних та детективних історій, коспірологічних теорій, таємничих загадок. Шоу для любителів похмурих та захоплюючих кейсів. Головні герої подкасту — маніяки. Розповідаю про кожну криваву подробицю вбивства. Новий епізод кожного четверга. |
| 2  | Лиходії                                                       | Діма Малєєв                 | українська    | Podcast by Шит ай ноу Продакшн |
| 3  | Something Was Wrong                                           | Broken Cycle Media. Wondery | англійська    | Something Was Wrong is an Iris Award-winning true-crime docuseries about the discovery, trauma, and recovery from shocking life events and abusive relationships. |
| 4  | Дневники Лоры Палны                                           | Подкаст-студия «Терменвокс» | російська     | «Дневники Лоры Палны» — один из лучших тру-крайм подкастов на русском языке. Журналисты Маша Погребняк и Митя Лебедев рассказывают друг другу истории самых кровавых, резонансных и интересных серийных убийц России и всего мира. Они пытаются понять мотивы каждого преступника — и для этого опираются на психологические портреты, мнения криминалистов, воспоминания правоохранителей и свидетелей. Подкаст выходит каждую неделю. |
| 5  | У Холмов Есть Подкаст                                         | У Холмов Есть Подкаст       | російська     | У Холмов Есть Подкаст - первый комедийный подкаст о настоящих преступлениях и маньяках на русском языке.Мы - Тима и Валя Назаровы, брат и сестра, которые раз в две недели встречаются, чтобы детально углубиться в новый пугающий кейс, попутно разбавляя рассказ черным юмором и по возможности актуальными новостями. |
| 6  | Безсоння. Тру Крайм. Містика                                  | Безсоння                    | українська    | Тут ви почуєте історії злочинів та злочинців. Подкаст створено для розвитку україномовного подкастингу. А також, щоб вам було під що мити посуд чи засинати. Автор не підтримує насилля! |
| 7  | Тут такое дело                                                | Тут такое дело              | російська     | Говорим о будоражащих и страшных преступлениях с долькой сарказма и за бокальчиком вина. |
| 8  | Основано на реальных событиях                                 | libo/libo                   | російська     | Это подкаст о семье, в которой ребенок погиб от рук маньяка Сергея Головкина, о том, как травма кочует по поколениям — и о том, почему и как чьи-то личные трагедии превращаются в контент: сериалы, фильмы и подкасты в жанре «тру-крайм». Журналистка Аня Карпова рассказывает историю Алексея Захаренкова. Его брата Сережу убил маньяк Сергей Головкин, также известный как «Фишер». Спустя 30 лет Алексей, выясняя обстоятельства гибели брата, узнал, что про Головкина снимают художественный сериал. Аня пытается разобраться, как чудовищная трагедия меняет жизнь обычной семьи — и как эта семья...           |
| 9  | Справи                                                        | Fearme                      | українська    | Український трукрайм подкаст |
| 10 | Будённовск                                                    | Кавказ.Реалии (RFE/RL)      | російська     | В июне 1995 года боевики захватили заложников в городе Будённовске Ставропольского края и потребовали остановить войну в Чечне. Это один из самых крупных терактов в истории России, но о нем мало говорят и ещё меньше помнят. В подкасте "Будённовск" вы услышите рассказы тех, кто находился в заложниках, вёл переговоры с боевиками и помогал спасти жизни людей. Автор и ведущая подкаста – Катя Голенкова. |
| 11 | Трасса 161                                                    | Холод / Holod Media         | російська     | Четвертый сезон «Трассы 161» называется «Дорога костей» и посвящен истории, которая произошла на полюсе холода — в Оймяконской долине. Двое друзей, едва отметивших совершеннолетие — Влад и Сережа — решили втайне от родных отправиться в опасное путешествие. Они планировали проехать на подержанной «Тойоте» две тысячи километров между Якутском и Магаданом. Но через день после начала пути, когда температура в Якутии опустилась ниже минус сорока, друзья перестали выходить на связь. |
| 12 | Дела                                                          | LABELSMART                  | російська     | Дела - это криминальный подкаст, в котором мы исследуем реальные преступление и людей, связанных с преступными событиями, и затронутых ими. |
| 13 | Не та людина                                                  | Радіо The Ukrainians        | українська    | «Не та людина» — наративний true crime подкаст про історію злочинів маніяка-вбивці Сергія Ткача. Й водночас — історія злочинної безвідповідальності правоохоронців. Адже кожен із нас — це потенційна #НеТаЛюдина. Авторки подкасту — креативна продюсерка FILM.UA Олеся Лук’яненко та журналістка Анастасія Рахманіна протягом шести епізодів розплутуватимуть цю історію разом із слідчими, профайлерами, правозахисниками, несправедливо засудженими та їхніми родичами. Проєкт створений за підтримки Українського культурного фонду у партнерстві з The Ukrainians Media та FILM.UA Group.                          |
| 14 | Психологія злочину                                            | Суспільне Подкасти          | українська    | Війни завжди були частиною історії людства і для них теж існують свої закони. Як і чому росіяни їх порушують? Хто віддає злочинні накази, а хто їх виконує? Обстріли міст, окупація, мінування територій, руйнування інфраструктури, катування, вбивства мирних мешканців та інші воєнні злочини росіян у другому сезоні подкасту «Психологія злочину». 1 сезон: найжахливіші справи останніх 20 років. Що штовхає людей на скоєння злочинів? Як ведуться розслідування та чи отримують винні достатнє покарання? Спробуємо знайти відповіді у реальних історіях, які дивують більше за будь-який детектив.              |
| 15 | Ни разу не дворецкий                                          | Даша Крупенькина            | російська     | Преступники и их преступления в мире порой известны больше, чем нынешние политические деятели. Психопаты, серийные убийцы, жестокие маньяки, легендарные мошенники и крупные воришки - обо всех них в этом подкасте. Меня зовут Даша, и я давно интересюсь историями таких персонажей. Собственно этими историями я и буду делиться с вами раз в несколько недель на волнах этого подкаста. Маленький дисклеймер: Данный подкаст может содержать материалы не слишком приятные для восприятия впечатлительных людей, ввиду специфичности темы. Поэтому если вам не исполнилось 18 или вы очень...                        |
| 16 | ПРОЛЕТАЯ НАД КРЫЛЬЦОМ ПСИХУШКИ                                | Kris Carter                 | російська     | Твой идеальный True-Crime. Истории людей, которые сходят с ума и убивают других людей. Все просто. |
| 17 | Галкино гнездо                                                | Galka                       | російська     | "Раньше было страшно умереть, теперь – страшно жить" (из анонимного отзыва) |
| 18 | My Favorite Murder with Karen Kilgariff and Georgia Hardstark | Exactly Right               | англійська    | Lifelong fans of true crime stories Karen Kilgariff and Georgia Hardstark tell each other their favorite tales of murder and hear hometown crime stories from friends and fans. |
| 19 | Дверь в подвал                                                | Дверь в подвал              | російська     | Трое друзей – журналист, юрист и видеограф – непрофессионально и с юмором обсуждают серийных убийц и других преступников в призме массового кинематографа. |
| 20 | Detectives Don't Sleep                                        | NOISER                      | англійська    | Detectives Don't Sleep is the new whodunnit podcast. Step beyond the police tape, as we shadow the real detectives who worked history's most intriguing cases. Brought to you by award-winning podcasters, Noiser. Hosted by Mark Dodson. Detectives Don't Sleep is available for free wherever you get your shows. New episodes Tuesdays. |
| 21 | Kryminatorium                                                 | Marcin Myszka               | польська      | Posłuchaj o seryjnych zabójcach, tajemniczych zaginięciach i zbrodniach z Archiwum X. W każdy poniedziałek przedstawiam inną sprawę kryminalną. |
| 22 | Crime Junkie                                                  | audiochuck                  | англійська    | If you can never get enough true crime... Congratulations, you’ve found your people. |
| 23 | Truth and Lies                                                | ABC News                    | англійська    | Thirteen victims. An inconclusive investigation. Sixty years later, the story of the Boston Strangler still has a hold on the public imagination. “Truth and Lies: The Boston Strangler” retraces the tragic fate of the victims and explores why a killer’s confession never closed this decades-old case. Last season, “Truth and Lies: The Informant" told the story of an ordinary man who was recruited by the FBI to stop a domestic terror attack. Season 1 covered the rise and fall of the notorious sex offender and financier Jeffrey Epstein and told the stories of women who fought to bring Epstein to... |
| 24 | Вбивство на перетені вулиць                                   | Mykyta Narozhniy            | українська    | Тру крайм подкаст, сторітелінг про реальні кримінальні справи. |
| 25 | National Park After Dark                                      | National Park After Dark    | англійська    | Hosted by two friends who share a passion for the outdoors and a fascination with what can go wrong there, National Park After Dark is a podcast for the morbid outdoor enthusiast. Tales of death, dark history and tragic events is what NPAD is about, but through the darkness - is light. National Parks have storied histories including epic survivals, inspiring humans and serve as physical reminders of the importance for protecting the planet. Time to lace up those hiking boots and take a walk into the wild. Welcome, to National Park After Dark.                                                     |